# Camino de San Rosendo y de la Reina Santa
El Camino de San Rosendo y la Reina Santa (en gallego: Camiño de San Rosendo e da Raíña Santa; en portugués: Caminho de São Rosendo e da Rainha Santa) es una ruta histórica y cultural que conecta el norte de Portugal con el sur de Galicia (España). Esta vía rinde homenaje a dos figuras destacadas en la historia luso-galaica: San Rosendo (907–977), obispo, noble y fundador del monasterio de Celanova, y Santa Isabel de Portugal (1271–1336), reina consorte de Portugal y figura emblemática de la caridad cristiana. Aunque menos conocida que el Camino de Santiago, esta ruta posee una notable relevancia histórica, espiritual y simbólica, articulando antiguas vías de comunicación medieval entre Galicia y el norte de Portugal.

## Contexto histórico
El camino se basa en una red de antiguas vías romanas y senderos medievales que se utilizaron con fines religiosos, políticos y comerciales. San Rosendo, figura clave en el reino medieval de Gallaecia, desempeñó un papel crucial en la organización eclesiástica y territorial del siglo X. Fundó el influyente Monasterio de Celanova y fue obispo de Mondoñedo e Iria Flavia. Santa Isabel de Portugal, conocida como la Reina Santa, fue una figura fundamental en el siglo XIV, famosa por sus obras de caridad y su papel como mediadora política. Tras enviudar, ingresó en el convento de las Clarisas de Coimbra y fue canonizada en 1625. Su legado se mantiene vivo en numerosos lugares de culto y leyenda popular en Portugal y Galicia.

## Recorrido
El trayecto conecta el Minho portugués con las provincias gallegas de Orense y Pontevedra. Algunos de los principales puntos de paso incluyen:
- Portugal: Braga, Santo Tirso, Terras de Bouro, Amares, Vilanova de Famalicão, Guimaraes.
- Galicia: Lobios, Muíños, Lobeira, Bande, Verea, Celanova, A Nerca,  San Cibrao das Viñas,y Orense, donde enlaza con la Vía da Prata

## Significado
El Camino de San Rosendo y la Reina Santa destaca por su riqueza histórica y espiritual:
- Peregrinación y espiritualidad: vinculado a centros monásticos y de culto, relacionados con San Rosendo y con el culto a la Reina Santa.
- Intercambio cultural: favoreció el contacto entre comunidades de ambos lados del Miño, compartiendo arte, lengua, tradiciones y comercio.
- Memoria histórica: representa la continuidad de los vínculos entre Galicia y Portugal a lo largo de los siglos.

## Redescubrimiento contemporáneo
Actualmente, diversas asociaciones culturales, ayuntamientos y entidades transfronterizas trabajan en la recuperación y promoción de esta ruta.  El objetivo es:
- Documentar sus tramos históricos mediante fuentes escritas, orales y arqueológicas.
- Señalizarlo como un itinerario de interés cultural y turístico.
- Fomentar el turismo sostenible y el desarrollo rural en las comarcas afectadas.
- Potenciar la cooperación entre Galicia y el norte de Portugal.